# 빅 포레스트
《빅 포레스트》는 2018년 9월 7일부터 2018년 11월 9일까지 방영된 tvN 금요 드라마이다.

## 등장 인물

### 주요 인물
- 신동엽 : 신동엽 역 - 폭망한 연예인
- 정상훈 : 정상훈 역 - 하나뿐인 딸에겐 자신을 은행원이라 소개했지만, 현실은 채무자를 만나 빚을 독촉해야 하는 초보 사채업자
- 최희서 : 임청아 역 - 주체적이면서도 시크한 성격을 지닌 조선족 싱글맘. 상훈과 유치원 학부모 동기

### 아보카도금융
- 정문성 : 다니엘 제갈 역 - 추심 3팀 부장
- 김민상 : 황문식 역 - 과장. 아무도 따라 할 수 없는 엄청난 비밀병기를 가지고 채무자에게 돈을 받아냄. 어리버리하고 착해빠진 상훈을 잘 챙겨줌
- 정순원 : 추심수 역 - 대리. 배우의 꿈을 안고 상경하였으나... 배우의 꿈을 추심방법으로 승화하여 채무자들에게 돈 받아냄
- 유주은 : 캐시 역 - 추심팀의 유일한 홍일점. 주특기는 채무자 주변 정보를 수집해 그들을 압박해서 돈을 받아내는 것

### 신동엽의 주변 인물
- 전국환 : 김용 역 - 젊었을 적 일찌감치 중국에서 한국으로 건너와 대림동에서 동백식당을 운영 중. 동엽에게 늘 따뜻한 음식으로 위로를 해주는 아저씨. 연륜이 뚝뚝 묻어나는 인생 명언과 해박한 지식으로 우문에 현답을 내림

### 정상훈의 주변 인물
- 주예림 : 정보배 역 - 상훈의 하나뿐인 금지옥엽. 취미는 동화책 읽기, 특기는 아빠 감동시키기. 장래희망은… 아빠처럼 은행원 되기

### 그 외 인물
- 손영순
- 임기홍
- 신주협 : 고딩동엽 역
- 김서윤
- 심재현
- 하성훈
- 박정민
- 안희주
- 김진옥
- 박상혁
- 김로사 : 연변지인 역
- 김비비
- 김진아
- 윤여학
- 박유밀
- 정서연
- 고한민
- 차민혁
- 정종우
- 배유리
- 이석현
- 권태진
- 최승희
- 안명주
- 윤종구
- 류대식
- 윤희원
- 박진수
- 김인경
- 안민영
- 김기락
- 김봉수 (목소리 출연)
- 정인서 : 신나영 역 - 대림고등학교 문제학생
- 유선호 : 이종만 역 - 대림고등학교 문제학생
- 최원홍 : 김단 역 - 대림고등학교 문제학생
- 황태호
- 안수호
- 김대국
- 전은미
- 이은채 : 빙빙 역
- 임채선 : 조선족상인 역
- 김성동 : 편의점 알바생 역
- 최고: 대한 역 - 임청아의 아들
- 오수
- 조지한
- 심재현
- 정종우
- 서왕석
- 금광산
- 전해룡
- 연민지 : 스테파니 제갈 역 - 제갈부장의 똘끼 충만한 여동생
- 전세현 : 희영 역 - 정상훈의 전 부인
- 강봉성

### 특별출연
- 장소연 : 조선족 채옥 역 - 미스터리한 조선족
- 김구라
- 고수희 - 대림고등학교 교장
- 이준혁 - 대림고등학교의 학생주임
- 허성태 : 조선족 장길강 역 - 상훈과 함께 대림동 자율방범대원으로 활약
- 양치승 - 헬스트레이너 역
- 김준현 : 신동엽의 후배 역
- 오광록 : 산비탈에서 굴러떨어진 야인(...) 역
- 이문식 : 만수 역 - 동엽의 동업자이자, 무려 20억 원의 사업자금 빼돌려 동엽을 폭망케 한 절친
- 김기두 : 하동식 역 - 아보카드 금융의 연체고객
- 차승연 : 손미소 역 - 동엽의 고등학교 친구 손용락
- 유세윤 : 유세윤 역 - 동엽의 후배. 동엽이 다시 복귀하는데 일조한 일등 공신